# Пейдж-Парк (Флорида)
Пейдж-Парк (англ. Page Park) — статистически обособленная местность, расположенная в округе Ли (штат Флорида, США) с населением в 524 человека по статистическим данным переписи 2000 года.

## География
По данным Бюро переписи населения США, статистически обособленная местность Пейдж-Парк имеет общую площадь в 0,78 квадратных километров, водных ресурсов в черте населённого пункта не имеется.
Статистически обособленная местность Пейдж-Парк расположена на высоте 4 м над уровнем моря.

## Демография
По данным переписи населения 2000 года, в Пейдж-Парк проживало 524 человека, 105 семей, насчитывалось 235 домашних хозяйств и 261 жилой дом. Средняя плотность населения составляла около 671,79 человека на один квадратный километр. Расовый состав населённого пункта распределился следующим образом: 86,45 % белых, 3,05 % — чёрных или афроамериканцев, 0,19 % — азиатов, 0,19 % — выходцев с тихоокеанских островов, 1,91 % — представителей смешанных рас, 8,21 % — других народностей. Испаноговорящие составили 21,76 % от всех жителей статистически обособленной местности.
Из 235 домашних хозяйств в 26,0 % воспитывали детей в возрасте до 18 лет, 23,4 % представляли собой совместно проживающие супружеские пары, в 13,6 % семей женщины проживали без мужей, 55,3 % не имели семей. 40,4 % от общего числа семей на момент переписи жили самостоятельно, при этом 3,4 % составили одинокие пожилые люди в возрасте 65 лет и старше. Средний размер домашнего хозяйства составил 2,23 человек, а средний размер семьи — 3,07 человек.
Население статистически обособленной местности по возрастному диапазону по данным переписи 2000 года распределилось следующим образом: 21,2 % — жители младше 18 лет, 12,6 % — между 18 и 24 годами, 39,5 % — от 25 до 44 лет, 20,6 % — от 45 до 64 лет и 6,1 % — в возрасте 65 лет и старше. Средний возраст жителей составил 32 года. На каждые 100 женщин в Пейдж-Парк приходилось 149,5 мужчин, при этом на каждые сто женщин 18 лет и старше приходилось 147,3 мужчин также старше 18 лет.
Средний доход на одно домашнее хозяйство статистически обособленной местности составил 23 600 долларов США, а средний доход на одну семью — 30 391 доллар. При этом мужчины имели средний доход в 23 676 долларов США в год против 21 042 доллара среднегодового дохода у женщин. Доход на душу населения статистически обособленной местности составил 23 600 долларов в год. 13,4 % от всего числа семей в населённом пункте и 13,2 % от всей численности населения находилось на момент переписи населения за чертой бедности, при этом 19,8 % из них были моложе 18 лет и 11,9 % — в возрасте 65 лет и старше.